# 中村哲
中村哲（日语：／ Nakamura Tetsu；1946年9月15日—2019年12月4日）是日本一名医生、白沙瓦会主席和日本和平医疗团（平和医療団日本）总院长。在阿富汗，当地人民称呼他为“（中村叔叔）”。

## 个人经历

### 早年生活
中村哲出生于日本福冈县的福冈市，但随后搬迁至同县的若松市（现北九州市若松区）。 6岁时，中村哲随家人再度搬家至糟屋郡古贺町（现古贺市），并在这里居住至其升入大学。中村哲先后就读于古贺市立古贺西小学校、 西南学院中学校、 福冈县立福冈高等学校、 九州大学；1973年，中村哲自九州大学医学部毕业。

### 获得医师资格后
1984年，由日本基督教海外医疗协力会的派遣前往巴基斯坦西北部开伯尔-普什图省省会白沙瓦赴任。之后20年以上在当地以麻风病防治为主进行医疗活动。中村本人也有登山和昆虫采集的爱好，1978年曾经跟随登山队攀登7000米高的蒂里杰米尔峰。
中村长期在巴基斯坦和阿富汗进行医疗活动。在巴基斯坦受到当地政府压力无法继续活动之后，转移到阿富汗继续进行活动。
1996年，中村获得日本医疗功劳奖，2003年获得拉蒙·麦格塞塞奖。2004年前往皇居，接受明仁天皇、美智子皇后、清子内亲王等人的召见，并报告自己在阿富汗的活动情况。同年获得第十四届宫泽贤治-伊哈特卜奖。
2008年参加日本参议院外交防卫委员会会议，作为参考人讲述阿富汗的政治形势。同年，明仁天皇陛下在位二十周年纪念仪式中，作为天皇、皇后关心领域的代表人物之一参加。
2010年经过实地研究，认为在当地如果能有充足水源的话可以一定程度上解决阿富汗难民问题，因此中村以福冈县朝仓市的山田堰作为蓝本，修建从库纳尔河到冈贝里沙漠总长25公里的水渠，可以养活约10万人左右的农民。
2013年获得福冈亚洲文化奖大奖，同年获得第69届菊池宽奖。2004年著书《与天同在——在阿富汗的三十年奋斗》获得第一届城山三郎奖。
2016年在帮助当地居民建设水渠之后，又帮助当地人建立学校和清真寺。当年获得旭日双光章。
2018年，中村获得阿富汗国家勋章。
2019年，在阿富汗当地的活动受到认可，获得阿富汗荣誉市民。

### 枪杀事件
2019年12月4日，中村哲在阿富汗楠格哈爾省首府賈拉拉巴德乘汽車旅行時被槍擊，右胸被擊中。受傷後他被運送到當地醫院時仍保持清醒，但在運送到帕爾旺省巴格蘭姆美國陸軍巴格拉姆空軍基地時死亡。此外，與中村同行五人（駕駛，警衛等）皆在槍擊事件中喪生。塔利班發表聲明否認參與該次恐怖攻擊。同時，阿富汗總統阿什拉夫·加尼·艾哈迈德扎伊發表聲明“這是一次恐怖事件。” 
在身亡後，中村哲的妻子與女兒前往阿富汗處理後事，他的遺體從喀布爾國際機場啟運返回日本，棺木覆蓋阿富汗國旗，且阿富汗總統親自到機場為中村哲送行。
日本福岡縣警察局宣布，中村哲死因可能是肝臟損害造成的失血。縣警察已申請刑事犯罪，並正在對謀殺罪進行調查。
12月23日，日本政府決定向中村哲追贈旭日小綬章及内閣總理大臣感謝状。在27日舉行的頒獎典禮上，首相安倍晉三會見中村哲家屬。

## 纪念
2019年，中村哲被枪杀逝世后，阿富汗民众在首都喀布尔市中心为他墙绘了一幅大型壁画作为纪念，以表示感恩中村哲在阿富汗的贡献。2021年8月15日，塔利班攻占喀布尔市后，其大型壁画也在9月时被塔利班下令涂销。
2021年3月起，中村哲的母校九州大学于中央图书馆（位于伊都校区）常设中村哲医师纪念展览，展示中村哲生前的影像、著书、语录等。

## 人物轶事
在西南学员中学就学的时候，接受了日本浸信会香住丘浸礼教会的浸礼。
虽然自己是虔诚的基督教徒，但是在巴基斯坦和阿富汗活动的时候，非常尊重当地的伊斯兰教信仰和价值观。
福冈高等学校时候的同级生原尞后来成为推理小说家，并且获得了直木奖。
在阿富汗工作的时候，高度评价日本国宪法第九条，认为在第九条的基础下，日本真正成为一个和平国家，从而保障了自己在当地的活动。只有不使用武器，才能达成真正的和平。正因为日本国有这样一条宪法，才让当地人认同日本人的和平主义。不管是政府军还是反政府军（塔利班），都不会对中村哲的活动出手。有了宪法第九条，日本人才不会在国外被攻击。

## 家族和亲戚
- 小说家火野苇平是中村哲的舅父。[17]
- 父亲的家族大部分在福冈大空袭中丧生。[18]父亲叫中村勉，毕业于福冈县福冈工业学校和早稻田大学，与火野苇平关系匪浅。另外也支持日本左翼运动，曾在1932年因为违反治安维持法而被逮捕，判处惩役两年，缓刑五年。[19]战后他主要负责沉船救援等工作。[17]
- 外祖父玉井金五郎是火野苇平小说《花与龙》主人公的原型（也就是火野的父亲）。[17]
- 原西日本新闻记者，现北九州向日葵俱乐部董事长玉井行人是中村的堂弟。
- 长女中村秋子从2020年1月开始在白沙瓦会事务局工作。[20]

## 获奖履历
| 年份   | 奖项                            | 颁奖单位              | 备注                                     |
| ------ | ------------------------------- | --------------------- | ---------------------------------------- |
| 1988年 | 外务大臣奖                      | 日本外务省            |                                          |
| 1992年 | 每日国际交流奖                  | 每日新闻              |                                          |
| 1993年 | 西日本文化奖                    | 西日本新闻            |                                          |
| 1994年 | 福冈县文化奖                    | 福冈县政府            | 以“白沙瓦会”名义                         |
| 1996年 | 厚生大臣奖                      | 日本厚生省            |                                          |
| 1996年 | 读卖医疗功劳奖                  | 读卖新闻              |                                          |
| 1998年 | 朝日社会福祉奖                  | 朝日新闻              |                                          |
| 2000年 | 亚洲太平洋奖特别奖              | 每日新闻 / 亚洲调查会 |                                          |
| 2001年 | 第七届和平·合作记者基金奖鼓励奖 | 和平·合作记者基金会   | 凭《在阿富汗掘井的医生：与旱魔斗争》获奖 |
| 2002年 | 日本新闻工作者大会奖            | 日本新闻工作者大会    |                                          |
| 2002年 | 若月奖                          | 长野县佐久综合医院    |                                          |
| 2002年 | 第1届冲绳和平奖                 | 冲绳县政府            | 以“白沙瓦会”名义                         |

## 出版作品
- 《在白沙瓦的阿富汗难民》（石风社；1989年）
- 《巴沙瓦报告：当地医疗场所思考》（河合小册；1990年）
- 《写自阿富汗的诊所》（筑摩书房以后文库；1993年）
- 《前往达莱努尔 与阿富汗难民同行》（石风社；1993年）
- 《医生超越国界》（石风社；1999年）
- 《在阿富汗掘井的医生：与旱魔斗争》（石风社；2001年）
- 《真实的阿富汗——来自为“和平主义”奋斗18年医生的现场报告》（光文社；2002年）
- 《医生，无需信念先施援手！阿富汗“挖井”医师——中村哲》（羊土社；2003年）
- 《从边境审视边境》（石风社；2003年）
- 《对阿富汗的思考——国际贡献与日本宪法第九条》（岩波小册；2006年）
- 《医生，开拓灌溉水渠——在阿富汗的土地上挑战世界的想象力》（石风社，2007年）
- 《天堂就在身边——在阿富汗奋斗三十年》（NHK出版社，2013年）

### 合著
- 《空袭与“重建”——阿富汗前线报道》——白沙瓦会 合著（石风社，2004年）
- 《徒手的志愿者 从实地学到的一切》——白沙瓦会日方工作人员 合著（石风社，2006年）
- 《值得热爱的人，值得信赖的真心。与阿富汗的约定》——中村哲 口述，泽地久枝（日语：澤地久枝） 著（岩波书店，2010年）

## 演出作品
- 《ETV特集：水是生命之源，而非武器》（2016年9月10日播出；NHK教育频道）

## 相关作品
- 《发生在阿富汗的故事～不屈医师 中村哲物语～》（上、下）——《周刊少年Magazine》（讲谈社）2003年24号、25号